# أفيب

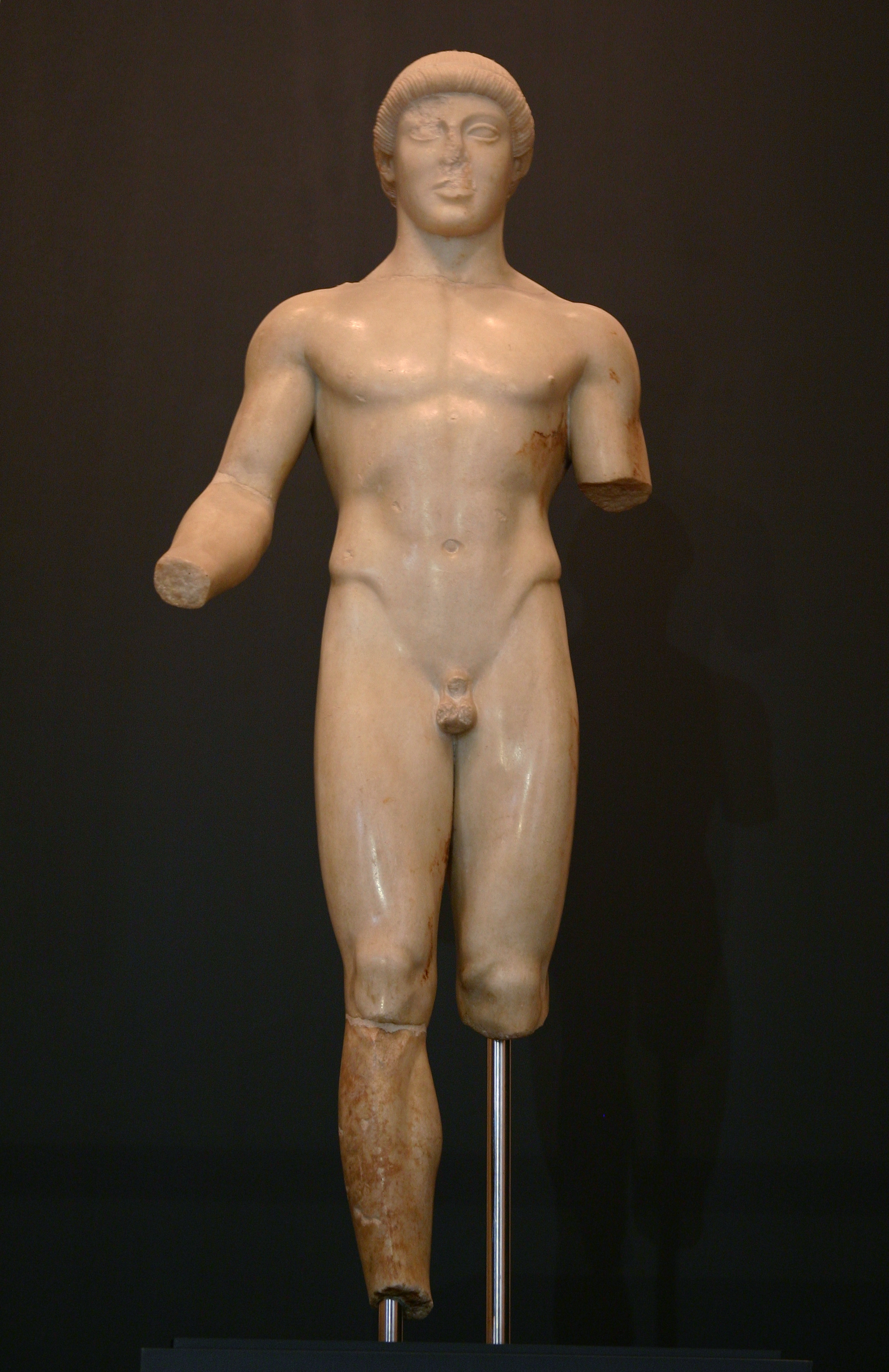

الأفيب هو مصطلح يوناني لمراهق ذكر، أو لمكانة اجتماعية محفوظة لهذا العمر، في العصور القديمة.